# 1987 год
1987 (ты́сяча девятьсо́т во́семьдесят седьмо́й) год  по григорианскому календарю — невисокосный год, начинающийся в четверг. Это 1987 год нашей эры, 7‑й год 9‑го десятилетия XX века 2‑го тысячелетия, 8‑й год 1980‑х годов. Он закончился 38 лет назад.
| Пн | Вт | Ср | Чт | Пт | Сб | Вс |
|    |    |    | 1  | 2  | 3  | 4  |
| 5  | 6  | 7  | 8  | 9  | 10 | 11 |
| 12 | 13 | 14 | 15 | 16 | 17 | 18 |
| 19 | 20 | 21 | 22 | 23 | 24 | 25 |
| 26 | 27 | 28 | 29 | 30 | 31 |    |

| Пн | Вт | Ср | Чт | Пт | Сб | Вс |
|    |    |    |    |    |    | 1  |
| 2  | 3  | 4  | 5  | 6  | 7  | 8  |
| 9  | 10 | 11 | 12 | 13 | 14 | 15 |
| 16 | 17 | 18 | 19 | 20 | 21 | 22 |
| 23 | 24 | 25 | 26 | 27 | 28 |    |

| Пн | Вт | Ср | Чт | Пт | Сб | Вс |
|    |    |    |    |    |    | 1  |
| 2  | 3  | 4  | 5  | 6  | 7  | 8  |
| 9  | 10 | 11 | 12 | 13 | 14 | 15 |
| 16 | 17 | 18 | 19 | 20 | 21 | 22 |
| 23 | 24 | 25 | 26 | 27 | 28 | 29 |
| 30 | 31 |    |    |    |    |    |

| Пн | Вт | Ср | Чт | Пт | Сб | Вс |
|    |    | 1  | 2  | 3  | 4  | 5  |
| 6  | 7  | 8  | 9  | 10 | 11 | 12 |
| 13 | 14 | 15 | 16 | 17 | 18 | 19 |
| 20 | 21 | 22 | 23 | 24 | 25 | 26 |
| 27 | 28 | 29 | 30 |    |    |    |

| Пн | Вт | Ср | Чт | Пт | Сб | Вс |
|    |    |    |    | 1  | 2  | 3  |
| 4  | 5  | 6  | 7  | 8  | 9  | 10 |
| 11 | 12 | 13 | 14 | 15 | 16 | 17 |
| 18 | 19 | 20 | 21 | 22 | 23 | 24 |
| 25 | 26 | 27 | 28 | 29 | 30 | 31 |

| Пн | Вт | Ср | Чт | Пт | Сб | Вс |
| 1  | 2  | 3  | 4  | 5  | 6  | 7  |
| 8  | 9  | 10 | 11 | 12 | 13 | 14 |
| 15 | 16 | 17 | 18 | 19 | 20 | 21 |
| 22 | 23 | 24 | 25 | 26 | 27 | 28 |
| 29 | 30 |    |    |    |    |    |

| Пн | Вт | Ср | Чт | Пт | Сб | Вс |
|    |    | 1  | 2  | 3  | 4  | 5  |
| 6  | 7  | 8  | 9  | 10 | 11 | 12 |
| 13 | 14 | 15 | 16 | 17 | 18 | 19 |
| 20 | 21 | 22 | 23 | 24 | 25 | 26 |
| 27 | 28 | 29 | 30 | 31 |    |    |

| Пн | Вт | Ср | Чт | Пт | Сб | Вс |
|    |    |    |    |    | 1  | 2  |
| 3  | 4  | 5  | 6  | 7  | 8  | 9  |
| 10 | 11 | 12 | 13 | 14 | 15 | 16 |
| 17 | 18 | 19 | 20 | 21 | 22 | 23 |
| 24 | 25 | 26 | 27 | 28 | 29 | 30 |
| 31 |    |    |    |    |    |    |

| Пн | Вт | Ср | Чт | Пт | Сб | Вс |
|    | 1  | 2  | 3  | 4  | 5  | 6  |
| 7  | 8  | 9  | 10 | 11 | 12 | 13 |
| 14 | 15 | 16 | 17 | 18 | 19 | 20 |
| 21 | 22 | 23 | 24 | 25 | 26 | 27 |
| 28 | 29 | 30 |    |    |    |    |

| Пн | Вт | Ср | Чт | Пт | Сб | Вс |
|    |    |    | 1  | 2  | 3  | 4  |
| 5  | 6  | 7  | 8  | 9  | 10 | 11 |
| 12 | 13 | 14 | 15 | 16 | 17 | 18 |
| 19 | 20 | 21 | 22 | 23 | 24 | 25 |
| 26 | 27 | 28 | 29 | 30 | 31 |    |

| Пн | Вт | Ср | Чт | Пт | Сб | Вс |
|    |    |    |    |    |    | 1  |
| 2  | 3  | 4  | 5  | 6  | 7  | 8  |
| 9  | 10 | 11 | 12 | 13 | 14 | 15 |
| 16 | 17 | 18 | 19 | 20 | 21 | 22 |
| 23 | 24 | 25 | 26 | 27 | 28 | 29 |
| 30 |    |    |    |    |    |    |

| Пн | Вт | Ср | Чт | Пт | Сб | Вс |
|    | 1  | 2  | 3  | 4  | 5  | 6  |
| 7  | 8  | 9  | 10 | 11 | 12 | 13 |
| 14 | 15 | 16 | 17 | 18 | 19 | 20 |
| 21 | 22 | 23 | 24 | 25 | 26 | 27 |
| 28 | 29 | 30 | 31 |    |    |    |

Объявлен ООН Международным годом обеспечения жильём бездомного населения.
В связи со столетием со дня рождения Николая Ивановича Вавилова год объявлен ЮНЕСКО годом Вавилова.
В СССР — год начала активной фазы горбачёвских реформ. В общественной жизни — провозглашение гласности, в экономике — появление негосударственных форм хозяйствования (совместные предприятия, кооперативы) и расширение самостоятельности государственных предприятий. В международной политике в этом году также произошёл существенный сдвиг — отношения СССР и США заметно улучшились.

## События

### Январь
- 2 января — битва за Фаду: чадская армия разбила ливийскую бронетанковую бригаду.
- 3 января
  - Арета Франклин стала первой женщиной, чьё имя было занесено в Зал славы рок-н-ролла.
  - Катастрофа Boeing 707 под Абиджаном.
- 4 января — железнодорожная катастрофа в штате Мэриленд (США), из-за столкновения поездов погибло 16 человек.
- 5 января — Промышленный индекс Доу Джонса впервые превысил отметку 2000 пунктов, достигнув значения 2002,25.
- 10-13 января — в Ленинграде зарегистрирована самая низкая продолжительно державшаяся температура (до −34,7 °C)[3].
- 13 января
  - Постановление СМ СССР «О порядке создания на территории СССР и деятельности совместных предприятий с участием советских организаций и фирм капиталистических и развивающихся стран» дало начало образованию частных предприятий.
  - Нью-йоркские мафиози Энтони Салерно (Толстый Тони) и Кармине Перкуччья приговорены к 100 годам заключения за рэкет.
- 16 января
  - Чжао Цзыян сменил Ху Яобана на посту генерального секретаря Коммунистической партии Китая.
  - Президент Эквадора Леон Фебрес-Кордеро похищен сторонниками арестованного генерала Фрэнка Варгаса.
  - Специальный посланник архиепископа Кентерберийского в Ливане Терри Уайт похищен в Бейруте (освобождён в ноябре 1991 года).
  - Катастрофа Як-40 в Ташкенте.
- 21 января
  - В Австрии сформировано новое коалиционное правительство во главе с Францем Враницким.
  - Перестройка: прекращено глушение Русской службы Би-би-си.
- 22 января — Бадд Дуайер, казначей штата Пенсильвания, застрелился во время пресс-конференции в прямом эфире после того, как он был признан виновным во взяточничестве, мошенничестве, тайном сговоре и вымогательстве.
- 26 января — землетрясение в Алжире магнитудой 4,9.
- 27—28 января — Перестройка: состоялся январский Пленум ЦК КПСС. На пленуме было принято решение о необходимости альтернативных выборов в Советы, а также взят курс на поддержку развития кооперативов (в первую очередь, в сфере общественного питания и бытового обслуживания). М. С. Горбачев сделал доклад «О перестройке и кадровой политике партии».
- 30 января — Перестройка: На заводе «РАФ» (Рига) впервые состоялись выборы директора трудовым коллективом. Из 15 кандидатов директором был избран директор Омского мотостроительного завода Виктор Боссерт[4]. Впоследствии выборы начались по всей стране (в соответствии с решениями январского Пленума ЦК КПСС).

### Февраль
- 3 февраля — США провели на полигоне в штате Невада подземный ядерный взрыв (25-й по счёту после введения СССР одностороннего моратория на ядерные испытания). Советский Союз, объявивший в декабре 1986 года о том, что вынужден будет прекратить свой мораторий после первого ядерного взрыва в США в 1987 году, произвёл подземный ядерный взрыв 26 февраля.
- 5 февраля
  - Запуск советского пилотируемого космического корабля Союз ТМ-2 (приземление 30 июля 1987 года). Экипаж старта — Ю. В. Романенко (приземление 22 декабря 1987 года) и А. И. Лавейкин.
  - Совет Министров СССР издал постановление «О создании кооперативов по производству товаров народного потребления».
  - Ирано-иракская война: Иран нанёс ракетный удар по Багдаду.
- 9 февраля
  - Впервые после 1979 года в Москве прошли советско-китайские переговоры об урегулировании пограничных споров (до 23 февраля).
  - В Браунсвилле (Техас, США) в течение 2 часов выпало 178 мм осадков, отдельные части города были сильно затоплены.
- 10 февраля — Перестройка: Советское правительство объявило об освобождении из тюрем и лагерей 140 диссидентов[5].
- 11 февраля
  - Британская авиакомпания «British Airways» была приватизирована, и её акции выставлены на торги на Лондонской фондовой бирже.
  - На Филиппинах вступила в действие новая конституция.
- 17 февраля — на парламентских выборах в Ирландии к власти вернулась партия Фианна Файл, получившая наибольшее число мест в палате представителей.
- 18 февраля — в результате пожара на подводной лодке Тихоокеанского флота ВМС СССР БПЛ №33 погибли 5 моряков[6].
- 19 февраля
  - Перестройка: секретариат Союза писателей СССР отменил своё раннее решение об исключении Бориса Пастернака из членов Союза писателей.
  - Правительство США отменило торговое эмбарго относительно Польши (существовало с 1981 года).
  - Ирано-иракская война: достигнуто перемирие в «войне городов».
- 21—28 февраля — в Штрбске-Плесо (Чехословакия) прошла XIII зимняя Универсиада.
- 22 февраля
  - Сирийские войска в количестве 4 тысяч человек вошли в Западный Бейрут, чтобы положить конец военному противоборству отрядов мусульман-шиитов и друзов.
  - Первый полёт совершил среднемагистральный лайнер «Airbus A320», впоследствии ставший одним из самых массовых пассажирских самолётов в мире.
  - В Эфиопии в связи принятием новой конституции был упразднён Временный военно-административный совет.
- 23 февраля — вспышка сверхновой 1987A (первая сверхновая, видимая невооружённым глазом после 1604 года).
- 26 февраля — Дело «Иран-контрас»: Комиссия Тауэра упрекнула президента США Рональда Рейгана в том, что он не контролирует собственные органы национальной безопасности.

### Март
- 2 марта — Крайслер приобрёл компанию American Motors Corporation.
- 6 марта
  - Землетрясение магнитудой 7 на границе Эквадора и Колумбии. Погибло около 1000 человек.
  - Катастрофа в Зебрюгге: британский паром, совершающий рейс через Ла-Манш, перевернулся на подходе к Зебрюгге (Бельгия), погибло 193 пассажира и члена экипажа.
- 7 марта — первый выпуск телепередачи «До и после полуночи» на советском телевидении.
- 8 марта — Афганская война: обстрел моджахедами города Пяндж Таджикской ССР.
- 9 марта — совершил первый полёт Як-141 — первый в мире сверхзвуковой многоцелевой самолёт вертикального взлёта и посадки.
- 10 марта — премьер-министром Ирландии назначен Чарльз Хоги.
- 16 марта
  - В Вашингтоне состоялся обмен дополнительными письмами о продлении до 1990 года американо-турецкого соглашения 1980 года о сотрудничестве в области обороны и экономики, по которому в обмен на предоставляемую Турции военную и экономическую помощь США получили право иметь на её территории около 60 военных баз и объектов, включая направленные против СССР станции электронного шпионажа.
  - Вследствие продолжительных ливней селем была снесена плотина Саргазанского водохранилища (Кулябская область, Таджикская ССР). Были снесены 53 жилых дома в кишлаке Саргазан, погибли 26 человек.
- 18 марта — сессия Американского физического общества заслушала 51 доклад, посвящённый высокотемпературным сверхпроводникам.
- 19 марта
  - Генеральный секретарь ЦК КПЧ Густав Гусак объявил о проведении в Чехословакии политических и экономических реформ.
  - В США телевизионный проповедник Джим Бэккер, глава христианского телеканала PTL, снял с себя сан после того, как был уличён в связи с церковным секретарём Джессикой Хан.
- 20 марта — в Голливуд прибыла делегация советских кинематографистов.
- 28 марта — официальный визит в СССР премьер-министра Великобритании Маргарет Тэтчер (до 1 апреля).
- 30 марта
  - 59-я церемония вручения кинопремии Оскар, лучшим фильмом признан «Взвод».
  - Картина Ван Гога «Подсолнухи» продана по рекордной цене 39,7 млн долларов.

### Апрель
- 2 апреля — Столкновение двух Ил-76 над заливом Сиваш, погибли 16 человек.
- 7 апреля — сирийские войска освободили в Ливане лагеря палестинских беженцев Шатилу и Бурж-аль-Баражну, захваченные вооружёнными отрядами шиитской организации «Амаль» за пять месяцев до этого (операция завершена 8 апреля).
- 9 апреля — опубликовано сообщение о получении плазмы с электронной температурой в 90 млн градусов на термоядерной установке «Токамак-10» в рамках планов создания реактора-токамака.
- 12 апреля
  - Компания Texaco объявила о своём банкротстве.
  - На парламентских выборах на Фиджи победу одержала коалиция, в которой доминировали партии, основанные выходцами из Индии.
- 13 апреля — Португалия и КНР подписали соглашение, согласно которому Макао должен быть возвращён Китаю в 1999 году.
- 16 апреля — в ходе учений Тихоокеанского флота ВМС СССР случайно поражён и потоплен малый ракетный корабль «Муссон», погибли 39 человек[7][8].
- 17 апреля
  - В Вене начался чемпионат мира по хоккею с шайбой (до 3 мая).
  - Попытка военного переворота в Аргентине (до 19 апреля).
- 17—18 апреля — состоялся XX съезд ВЛКСМ.
- 19 апреля — в Шоу Трейси Ульман впервые появились Симпсоны.
- 20 апреля
  - США выдали СССР нацистского преступника Карла Линнаса.
  - В Алжире прошло заседание Национального совета Палестины (до 26 апреля). Лидером ООП вновь избран Ясир Арафат, однако его полномочия были сокращены.
- 30 апреля — пилот NASCAR Билл Элиотт на трассе Талладега показал лучшую в истории скорость серийного автомобиля 342,5 км/ч.

### Май
- 1 мая — В СССР вступил в силу «Закон об индивидуальной трудовой деятельности».
- 6 мая — первая несанкционированная демонстрация неправительственной и некоммунистической организации — общества «Память» в Москве.
- 8 мая — сенатор США Гэри Харт объявил о том, что выбывает из президентской гонки из-за обвинений во внебрачной связи с Донной Райс.
- 9 мая — на окраине Варшавы потерпел катастрофу Ил-62 компании LOT. Погибли 183 человека — крупнейшая авиакатастрофа в истории Польши.
- 11 мая
  - В США впервые применён аппарат искусственного кровообращения.
  - В Лионе предстал перед судом за преступления во время Второй мировой войны Клаус Барбье.
- 14 мая
  - Бескровный переворот на Фиджи, во главе с подполковником Ситивени Рабукой.
  - Египет разорвал дипломатические отношения с Ираном, обвинив его в финансировании движения исламского фундаментализма.
- 15 мая — первый запуск советской сверхмощной ракеты-носителя «Энергия».
- 25 мая — атомный ледокол «Сибирь» достиг Северного полюса.
- 28 мая
  - 19-летний пилот-любитель из ФРГ Матиас Руст посадил самолёт на Красной площади в Москве, преодолев все рубежи советской ПВО. Инцидент стал поводом для начала масштабной чистки руководства Вооружённых сил[9].
  - В Турине (Италия) начался чемпионат Европы по боксу 1987 (до 7 июня).

#### Без точных дат
- Афганская война: операция «Залп» в провинциях Логар, Пактия, Кабул.

### Июнь
- 1 июня
  - Во Вроцлаве (Польша) состоялась Демонстрация гномов.
  - В результате взрыва бомбы, подложенной в вертолёт, погиб премьер-министр Ливана Рашид Караме.
- 3 июня — в Канаде премьер-министр Брайан Малруни и премьер-министры 10 канадских провинций заключили в Мич-Лейке соглашение, в соответствии с которым Квебек получил особый статус.
- 4 июня — Катастрофа Ка-32 под Териберкой, погибли 4 человека.
- 9—16 июня — в итальянском городе Бари прошла четвёртая пленарная сессия Смешанной международной комиссии по богословскому диалогу, её темой стало обсуждение вопроса «Вера, причастие и единство церкви»[10].
- 11 июня — всеобщие выборы в Великобритании; в третий раз подряд победу одержали консерваторы во главе с Маргарет Тэтчер (42,2 %, 376 из 650 мест в Палате общин).
- 12 июня — во время визита в Западный Берлин президент США Рональд Рейган призвал советского лидера Михаила Горбачёва разрушить Берлинскую стену.
- 14 июня — на парламентских выборах в Италии правящие христианские демократы получают 34,3 % голосов и 234 места из 630 в Палате депутатов, коммунисты – 26,6 % и 177 мест, социалисты – 14,3 % и 94 места.
- 16 июня — начала работу старейшая и крупнейшая некоммерческая BBS SDF-1, получен первый вызов на скорости 300 бит/с.
- 17 июня — умер последний Тёмный прибрежный воробей[11].
- 18 июня — состоялся официальный советско-американский «Марш мира» Ленинград — Москва.
- 19 июня
  - Перестройка: городу Устинову возвращено название Ижевск.
  - Дело Эдвардса против Агиллара: Верховный суд США постановил, что законодательство штата Луизиана, требующее, чтобы в публичных школах вместо эволюционной теории преподавался научный креационизм, является неконституционным.
  - Катастрофа Як-40 в Бердянске, 8 погибших.
- 21 июня — на местных выборах в СССР в 5 процентах избирательных округов проведены альтернативные выборы из нескольких кандидатов.
- 23–27 июня — в Москве состоялся Всемирный конгресс женщин, в нём участвовали представительницы свыше 150 стран.
- 24 июня — в районе Кутаиси (Грузинская ССР) потерпел крушение вертолёт Ми-26 ВВС СССР, погибли 18 человек[12].
- 25 июня
  - Запущен советский 15-тонный спутник «Космос-1870», созданный на базе орбитальной станции военного назначения типа «Алмаз».
  - Смена руководства Венгрии. Карой Немет сменяет на посту Председателя Президентского совета (формальный глава государства) Пала Лошонци, премьер-министром становится Карой Грос. Для решения экономических проблем он предлагает программу строжайшей экономии.
- 25–26 июня — Перестройка: пленум ЦК КПСС рассмотрел вопрос «О задачах партии по коренной перестройке управления экономикой» (доклад Н. И. Рыжкова). Фактически признан провал курса на «ускорение». Членами политбюро избраны В. П. Никонов, Н. Н. Слюньков, А. Н. Яковлев, переведён из кандидатов в члены ЦК Д. Т. Язов, освобождён от обязанностей кандидата в члены политбюро С. П. Соколов, выведен из состава ЦК Д. А. Кунаев «за серьёзные недостатки, допущенные в руководстве республиканской партийной организацией».
- 27 июня — авиакатастрофа около Багио (Филиппины), при крушении самолёта Hawker Siddeley HS 748 (рейс 206 Philippine Airlines) погибло 50 человек.
- 28 июня — президент Южной Кореи Ро Дэ У объявил о широкой программе государственных реформ, ставшей результатом демократического движения.

### Июль
- 1 июля — вступил в силу Единый европейский акт, совершенствующий деятельность руководящих органов ЕЭС и вводящий принцип квалифицированного большинства при голосованиях в Совете Министров стран-участниц.
- 4 июля — лионский суд приговорил бывшего главаря гестапо Клауса Барбье к пожизненному заключению за преступления против человечности.
- 6 июля — открылся XV Московский кинофестиваль.
- 8—19 июля — в Загребе (Югославия) прошла XIV летняя Универсиада.
- 11 июля
  - Правительство Австралии во главе с Робертом Хоуком переизбрано на третий срок.
  - Население Земли достигло 5 миллиардов человек. Юбилейным новорождённым стал ребёнок из Загреба (Югославия), по данным ООН[13].
- 12 июля — Сборная Уругвая по футболу в финальном матче Кубка Америки обыграла Чили 1:0 и в 13-й раз стала победителем турнира.
- 14 июля — на Тайване разрешена деятельность оппозиционных партий.
- 16 июля — Верховный суд СССР реабилитировал 15 учёных, осуждённых в 1931, 1932 и 1935 годах, в том числе Чаянова А. В., Кондратьева Н. Д. и других.
- 17 июля — Промышленный индекс Доу Джонса впервые превысил значение 2500 пунктов, достигнув отметки 2510,04.
- 19 июля — футболисты сборной СССР, полностью состоявшей из игроков и тренеров вильнюсского «Жальгириса», стали чемпионами Летней Универсиады[14].
- 22 июля — старт космического корабля Союз ТМ-3, приземление 29 декабря 1987 года. Экипаж старта — Викторенко А. С. (приземление 30 июля 1987 года), Александров А. П. и Фарис М. А. — гражданин Сирии.
- 24 июля — США начали вооружённую охрану кувейтских танкеров в Персидском заливе.
- 27 июля — США выдали подозреваемого в военных преступлениях Ивана Демьянюка Израилю[15].
- 30 июля — приземление корабля Союз ТМ-2. Экипаж посадки — Викторенко А. С., А. И. Лавейкин и Фарис М. А. (Сирия).
- 31 июля
  - В Лондоне королева Елизавета II открыла Докландскую линию скоростного трамвая, первую железнодорожную линию в Великобритании без участия машинистов.
  - На восточный Эдмонтон (Альберта, Канада) обрушился торнадо силой F4. 27 человек погибло, сотни ранены, тысячи остались без жилья и работы.

### Август
- 1 августа — Перестройка: впервые введена безлимитная подписка на газеты и журналы в СССР.
- 2 августа — Вишванатан Ананд стал первым азиатом, победившим на чемпионате мира по шахматам среди юношей.
- 3 августа — по ЦТ СССР начинается трансляция программы «Прожектор перестройки»[16].
- 4 августа
  - Всемирная комиссия по окружающей среде и развитию, также известная как «Комиссия Брутланд» опубликовала свой отчёт «Наше общее будущее».
  - Тамильские повстанцы в Шри-Ланке объявили о своём согласии сдаться индийским миротворческим силам.
  - Федеральное агентство по связи США отменила «Доктрину Справедливости», которая требовала «справедливого» доступа к теле- и радиоэфиру по спорным вопросам.
  - Колумбийский фрегат Caldas вторгся в территориальные воды Венесуэлы около архипелага Лос-Монхес, спровоцировав кризис между этими странами.
- 7 августа
  - Катастрофа на станции Каменская, в результате которой из-за столкновения двух поездов погибло 106 человек.
  - Президенты Гватемалы, Сальвадора, Гондураса, Никарагуа и Коста-Рики подписали план Ариаса о мирном урегулировании напряжённого положения в Центральной Америке.
- 8 августа
  - Американская пловчиха Линн Кокс впервые в истории совершила заплыв из США в СССР, переплыв Берингов пролив.
  - Землетрясение на севере Чили силой 6,9 балла по шкале Рихтера, погибло 5 человек.
- 9 августа — Бойня на Ходли Стрит: в Мельбурне (Австралия) 19-летний Джулиан Найт застрелил 9 человек и ранил 17.
- 11 августа — СССР. Моссовет принял «Временные правила организации и проведения собраний, митингов, уличных шествий, демонстраций и иных мероприятий на улицах, площадях, проспектах, в парках, садах, скверах и других общественных местах г. Москвы».
- 16 августа
  - Авиакатастрофа рейса 255 компании Northwest Airlines. При вылете из Детройта разбился McDonnell Douglas MD-82, погибли все 156 пассажиров и членов экипажа, кроме 4-летней Сесилии Сичен.
  - Сторонники Гармонической Конвергенции провели Медитацию Всеобщего Мира в сакральных местах по всему миру.
- 17 августа — Впервые в СССР установлена видеосвязь между Ленинградом и Москвой с использованием обычной телефонной линии.
- 19 августа
  - В Хадгерфорде (Великобритания) Майкл Райан застрелил 16 человек и покончил с собой.
  - Парламент Зимбабве принял изменения в конституцию, отменяющие расовое представительство в высшем законодательном органе и, следовательно, резервирование 20 мест для белого населения.
  - США объявили о восстановлении дипломатических отношений с Сирией в полном объёме.
- 20—23 августа — в Москве собрались представители 47 «инициативных общественно-политических групп». Диссидентское движение преобразуется в «движение неформалов».
- 23 августа — митинги протеста в годовщину так называемого «Пакта Молотова — Риббентропа» в городах Прибалтики.

### Сентябрь
- 2 сентября — в Москве начался суд на Матиасом Рустом.
- 3 сентября — государственный переворот в Бурунди. Вся власть перешла к Военному комитету национального спасения во главе с Пьером Буйоя.
- 7 сентября — руководитель ГДР Эрих Хонеккер начал пятидневный официальный визит в ФРГ. Это первая поездка лидера Восточной Германии в Западную Германию.
- 7—21 сентября — в Лос-Аламосской национальной лаборатории (США) проведена первая международная конференция по вопросам искусственной жизни.
- 11 сентября — Генеральный секретарь ООН Хавьер Перес де Куэльяр приступил к выполнению миротворческой миссии по прекращению ирано-иракской войны.
- 13 сентября — в Бразилии ок. 250 человек подверглись радиологическому заражению.
- 15 сентября 
  - Восстановлены дипломатические отношения между Албанией и ФРГ.[источник не указан 993 дня]
  - Основана Huawei.
- 17 сентября
  - На небольшом собрании в Гарлеме телеевангелист Рэт Робертсон объявил о своём намерении выдвинуть свою кандидатуру на президентских выборах 1988 от республиканцев.
  - Конституционный комитет Президентского совета ЮАР рекомендовал отменить закон 1953 года о раздельном бытовом обслуживании представителей разных рас и смягчить закон 1950 года об отдельном проживании представителей разных рас.
- 17—20 сентября — в Варне (Болгария) состоялся XIII чемпионат мира по художественной гимнастике.
- 25 сентября — на Фиджи подполковник Ситивени Рабука возглавил второй государственный переворот.
- 28 сентября — вышел шестой студийный альбом группы Depeche Mode — Music for the Masses.

#### Без точных дат
- В начале сентября в Москве и ряде других регионов, в результате «наступления на алкоголизм», исчез сахар. Впервые после войны введены талоны на сахар[17].

### Октябрь
- 1 октября
  - В столице Тибета Лхасе прошли бурные демонстрации протеста против китайского правления.
  - Землетрясение на юге Калифорнии (США) силой 5,9 балла по шкале Рихтера, погибло 8 человек.
- 2 октября
  - В эфир центрального телевидения СССР впервые вышла программа «Взгляд».
  - Землетрясение в Перу силой 5,4 балла по шкале Рихтера.
- 3 октября — Канада и США заключили соглашение о снижении таможенных пошлин и ликвидации экономических барьеров в двусторонней торговле.
- 6 октября
  - Полковник Рабука провозгласил Фиджи республикой.
  - Корпорация Microsoft выпустила ОС Microsoft Windows 2.0 (стоимостью 195 долларов) и первую версию табличного редактора Microsoft Excel.
- 10 октября — преподобный Джесси Джексон во второй раз выдвинул свою кандидатуру на пост президента США.
- 12 октября — в Севилье (Испания) начался матч за звание чемпиона мира по шахматам (до 19 декабря). Звание чемпиона мира отстоял Гарри Каспаров.
- 13 октября — в Персидском заливе ВМС США впервые в военной практике использовали дрессированных дельфинов.
- 14—16 октября — США всколыхнул растиражированный телевидением случай. 18-месячная Джессика Макклур из Мидленда (Техас) упала в колодец и была спасена.
- 15 октября — военный переворот в Буркина-Фасо, во главе с Блезом Компаоре.
- 15—16 октября — Большой шторм 1987 года: ветер ураганной силы обрушился на большую часть побережья Южной Англии, погибло 23 человека, вырваны с корнем около 15 миллионов деревьев. Самая сильная буря в Великобритании за последние 300 лет.
- 19 октября
  - Чёрный понедельник: резкое падение биржевых индексов в США и во всём мире.
  - В Персидском заливе, корабли ВМС США разрушили 2 иранские нефтяные платформы.
  - В пригороде Джакарты (Индонезия) столкнулись две электрички, 102 человека погибло.
  - Катастрофа Ан-12 в Комсомольске-на-Амуре.
- 20 октября — истребитель ВВС США рухнул на отель, около Индианаполиса, штат Индиана, погибло 10 человек.
- 21 октября — Пленум ЦК КПСС: Борис Ельцин выступил с критикой темпов перестройки; Гейдар Алиев выведен из Политбюро.
- 22 октября — Иосифу Бродскому присуждена Нобелевская премия по литературе.
- 25 октября — в Пекине открылся XIII съезд Коммунистической партии Китая (до 1 ноября).
- 26 октября — Промышленный индекс Доу Джонса опустился до отметки 156,83 пункта.

#### Без точных дат
- В СССР совершил первый полёт вертолёт Ка-126.
- На Тайване основана компания Realtek.

### Ноябрь
- 1 ноября — английский локомотив InterCity 125 установил рекорд скорости для дизельных поездов — 238 км/ч.
- 6 ноября
  - В Куйбышеве открыт метрополитен.
  - В Японии Нобору Такэсита сменил на посту премьер-министра Ясухиро Накасонэ.
- 7 ноября
  - Дворцовый переворот в Тунисе, от власти отстранён президент Хабиб Бургиба, новым президентом стал Зин эль-Абидин Бен Али.
- 8 ноября
  - В Иордании прошла встреча на высшем уровне глав арабских государств (до 11 ноября). Президент Сирии Хафез Асад заявил о своём согласии прекратить военную и политическую поддержку Ирана.
  - Теракт в Северной Ирландии, от взрыва бомбы на праздновании Дня памяти в Эннискиллене погибло 12 человек. Ответственность взяла на себя Временная Ирландская республиканская армия.
- 14 ноября — смена власти в Нигере, после смерти президента Сейни Кунче (10 ноября) военные назначили президентом Али Саибу.
- 15 ноября — в Денвере при взлёте разбился самолёт McDonnell Douglas DC-9-14 компании Continental Airlines, погибли 28 из 82 человек, находившихся на борту.
- 17 ноября — на Аляскинский залив обрушилось цунами.
- 18 ноября
  - В СССР начато производство автомобиля особо малого класса ЗАЗ-1102 «Таврия».
  - Во время пожара на станции «Кингс-Кросс Сент-Панкрас» в Лондонском метрополитене погиб 31 человек.
  - Эфиопское правительство объявило о том, что в северных провинциях страны от голода страдают 5 миллионов человек[5].
- 22 ноября — «инцидент Макса Хэдрума»: в Чикаго неизвестный злоумышленник перехватил сигнал телеканалов WGN (на 20 секунд) и WTTW (на 90 секунд).
- 23 ноября — Афганская война: начало операции «Магистраль» по деблокированию города Хост.
- 24 ноября — в Китае Ли Пэн сменил Чжао Цзыяна на посту премьера Государственного совета (председателя правительства).
- 25 ноября — на Филиппины обрушился тайфун 5-й категории «Нина». Ветер достигал скорости 266 км/ч, вызвал многочисленные разрушения, 1036 человек погибло.
- 28 ноября — у берегов Маврикия потерпел катастрофу Boeing 747-244B Combi компании South African Airways, погибли 159 человек. Крупнейшая катастрофа в авиации ЮАР. Предполагается, что самолёт нелегально перевозил оружие.
- 29 ноября — взрыв Boeing 707 над Андаманским морем, погибли 115 человек. Подозрение пало на северокорейские спецслужбы.

### Декабрь
- 1 декабря
  - НАСА назвало 4 компании, привлечённые к созданию будущей американской космической станции Freedom: Boeing, General Electric, McDonnell Douglas и Rockwell.
  - Начато сооружение тоннеля под Ла-Маншем.
- 2 декабря — в Верховном суде США началось рассмотрение дела «Журнал „Хастлер“ против Фалуэлла».
- 5 декабря --- В Воронеже основана группа Сектор Газа.
- 7 декабря — авиакатастрофа рейса 1771 компании PSA около Пасо Роблес (Калифорния, США). Во время полёта пассажир застрелил своего бывшего коллегу, обоих пилотов и застрелился сам. Погибло 43 человека.
- 8 декабря
  - Израильско-палестинский конфликт: на Западном берегу реки Иордан и в Секторе Газа началась Первая интифада.
  - В Вашингтоне (США) глава СССР Михаил Горбачёв и президент США Рональд Рейган подписали Договор о ликвидации ракет средней и малой дальности (вступил в силу с 1 июня 1988).
  - Авиакатастрофа в Перу. Около Вентанильи разбился самолёт Fokker F27 перуанских ВМС, с игроками и сотрудниками футбольной команды Alianza Lima на борту. Погибло 43 человека.
- 15 декабря — основание палестинской политической организации Хамас.
- 17 декабря — смена власти в Чехословакии: Густав Гусак ушёл в отставку с поста генерального секретаря ЦК КПЧ. Новым руководителем КПЧ стал Милош Якеш.
- 18 декабря
  - Японская компания Square Co. выпустила первую версию видеоигры Final Fantasy для приставки Famicom.
  - Ларри Уолл опубликовал первую версию языка программирования Perl.
- 20 декабря — самая крупная катастрофа на море в мирное время. В проливе Таблас (Филиппины) пассажирский паром MV Doña Paz затонул после столкновения с нефтяным танкером Vector 1. Погибло ок. 4000 человек (по официальным данным — 1749).
- 21 декабря — запуск советского пилотируемого КК Союз ТМ-4, (приземление 17 июня 1988). Экипаж старта — Титов В. Г. (приземление 21 декабря 1988), Манаров М. Х. и Левченко А. С..
- 23 декабря — в эфир Ленинградского телевидения вышел первый выпуск передачи 600 секунд.
- 28 декабря — Тунис и Ливия восстановили дипломатические отношения.
- 29 декабря
  - В США впервые появился в продаже прозак.
  - Приземление корабля Союз ТМ-3. Экипаж посадки — Ю. В. Романенко, А. П. Александров и А. С. Левченко.
- 31 декабря
  - Доллар США упал до минимальной отметки относительно курсов основных мировых валют за всю историю существования США.
  - Роберт Мугабе стал президентом Зимбабве.

#### Без точных дат
- При Министерстве Труда СССР и ВЦСПС образован Всесоюзный центр изучения общественного мнения (ВЦИОМ).

### Без точных дат
- В результате творческого конфликта МХАТ разделился на два театра — правопреемник МХАТ им. Горького и новый театр МХАТ им. Чехова.
- В советской прессе начаты публикации о хлопковом деле.
- В СССР начато производство автомобиля ВАЗ-2109.
- В Великобритании впервые осуждён преступник на основании ДНК в качестве улики.
- В Италии начато производство Ferrari F40, ставшего на тот момент самым быстрым серийным автомобилем для обычных дорог (323 км/ч).
- В США компания Maglite впервые начала производство батареек стандарта AAA.
- В США Джон Нолл и Томас Нолл создали первую версию программы Adobe Photoshop — Photoshop 0.63.
- На Тайване основана компания VIA Technologies.
- В Уганде создана Армия сопротивления Господа.
- Автомобилем года в Европе стал Opel Omega.
- Япония прекратила коммерческий промысел в водах Антарктики, но в тот же год начала вызывающую много споров программу научного промысла (JARPA — Japanese Research Program in Antarctica)[18][19].
- В Японии была представлена первая классическая линия маркеров Copic, ориентированная на индустрию манги.

### Продолжающиеся события
- Холодная война
- Перестройка в СССР
- Гражданская война в Бирме
- Гражданская война в Гватемале
- Война за независимость Эритреи
- Война в Западной Сахаре
- Гражданская война в Южном Йемене
- Гражданская война в Эфиопии
- Кампучийско-вьетнамский конфликт
- Гражданская война в Ливане
- Гражданская война в Анголе
- Гражданская война в Мозамбике
- Ачехский конфликт
- Афганская война
- Ирано-иракская война
- Гражданская война в Сальвадоре
- Гражданская война в Никарагуа
- Вторая гражданская война в Судане
- Гражданская война на Шри-Ланке
- Турецко-курдский конфликт

## Родились
См. также: Категория:Родившиеся в 1987 году

### Январь
- 2 января
  - Валерия Ланская, российская актриса театра и кино, певица.
  - Шелли Кэтрин Хенниг, американская киноактриса.
- 11 января — Джейми Варди, английский футболист, нападающий клуба «Лестер Сити» и национальной сборной Англии.
- 12 января — Ная Ривера, американская певица и актриса.
- 19 января — Марина Петренко, российская актриса украинского происхождения, продюсер.
- 20 января — Эван Питерс, американский актёр.
- 23 января — The Avener, французский музыкальный продюсер.
- 24 января — Луис Суарес, уругвайский футболист.
- 26 января — Себастьян Джовинко, итальянский футболист.
- 27 января — Денис Глушаков, российский футболист.

### Февраль
- 1 февраля
  - Хизер Моррис, американская актриса и танцовщица.
  - Ирина Федишин, украинская эстрадная певица.
- 2 февраля — Жерар Пике, испанский футболист, центральный защитник клуба «Барселона».
- 7 февраля — Саммер Бриэль, американская порноактриса.
- 8 февраля — Каролина Костнер, итальянская фигуристка-одиночница.
- 9 февраля — Магдалена Нойнер, немецкая биатлонистка, двукратная олимпийская чемпионка.
- 11 февраля — Хосе Кальехон, испанский футболист.
- 14 февраля
  - Юлия Савичева, российская певица.
- 21 февраля
  - Таппенс Мидлтон, английская актриса.
  - Эшли Грин, американская актриса, наиболее известная по роли Элис Каллен в серии кинофильмов «Сумерки».
- 23 февраля — Роберт Топала, шведский разработчик видеоигр.

### Март
- 1 марта
  - Kesha, американская певица и автор песен.
  - Настасья Самбурская, российская актриса театра и кино, певица, телеведущая.
- 10 марта — Эмели Санде, шотландская певица и автор песен.
- 17 марта — Роб Кардашян, американская звезда реалити-шоу, модель, бизнесмен.
- 18 марта — Дмитрий Тарасов, российский футболист.
- 24 марта — Мария Вальверде, испанская актриса.
- 27 марта — Полина Гагарина, российская певица.
- 29 марта — Димитри Пайет, французский футболист, полузащитник сборной Франции.
- 31 марта — Георг Листинг, немецкий музыкант, басист группы Tokio Hotel.

### Апрель
- 2 апреля — Светлана Смирнова-Марцинкевич, российская актриса театра и кино.
- 4 апреля — Сара Гадон, канадская актриса, фотомодель.
- 5 апреля — Фёдор Кудряшов, российский футболист, защитник сборной России.
- 9 апреля — Джесси Маккартни, американский певец и актёр.
- 12 апреля
  - Бруклин Деккер, американская топ-модель и актриса.
  - Брендон Ури, американский певец и мультиинструменталист, с 2015 — единственный участник группы Panic! At the Disco.
- 18 апреля — Роузи Хантингтон-Уайтли, британская супермодель.
- 19 апреля
  - Мария Шарапова, российская теннисистка.
  - Оксана Акиньшина, российская киноактриса.
  - Джо Харт, английский футболист, вратарь.
- 21 апреля — Анастасия Приходько, украинская певица.

### Май
- 4 мая
  - Сеск Фабрегас, испанский футболист, полузащитник английского клуба «Челси» и сборной Испании.
  - Настя Каменских, украинская певица, актриса и телеведущая.
- 6 мая — Дрис Мертенс, бельгийский футболист.
- 9 мая — Кевин Гамейро, французский футболист, нападающий.
- 12 мая — Виктория Дайнеко, российская певица.
- 15 мая — Энди Маррей, британский профессиональный теннисист, олимпийский чемпион 2012 года.
- 21 мая — Санта Димопулос, украинская певица.
- 22 мая
  - Артуро Видаль, чилийский футболист.
  - Новак Джокович, сербский теннисист, первая ракетка мира с 4 июля 2011 года.

### Июнь
- 13 июня — Майк Леви, французский диджей
- 16 июня
  - Анна Чиповская, российская актриса театра, кино и телевидения.
  - Ольга Кузьмина, российская актриса театра и кино, телеведущая.
- 17 июня — Кендрик Ламар, американский хип-хоп исполнитель.
- 21 июня — Тарас Тополя, украинский певец, фронтмен группы «Антитела», волонтер.
- 22 июня — Ли Мин Хо, южнокорейский актёр.
- 24 июня — Лионель Месси, аргентинский футболист.
- 27 июня — Эд Вествик, британский актёр, музыкант и модель.
- 30 июня — Алиса Вокс, российская певица.

### Июль
- 2 июля — Руслана Коршунова, казахстанская фотомодель. (ум. в 2008)
- 3 июля — Себастьян Феттель, немецкий автогонщик. Четырёхкратный чемпион мира серии Формула-1.
- 6 июля — Кэролайн Трентини, бразильская супермодель.
- 8 июля — Юрий Музыченко, российский музыкант и видеоблогер, фронтмен и один из основателей джипси-фолк-рок группы The Hatters.
- 11 июля — Ларс Йоханссон, шведский хоккеист, вратарь.
- 27 июля — Марек Гамшик, словацкий футболист, атакующий полузащитник «Трабзонспора».

### Август
- 5 августа — Лекси Белл, американская порноактриса.
- 7 августа — Сидни Кросби, канадский хоккеист.
- 18 августа — Екатерина Иванчикова, белорусская и российская певица, вокалистка и автор песен группы IOWA.
- 21 августа — Антон Шипулин, российский биатлонист.
- 25 августа
  - Блейк Лайвли, американская актриса и фотомодель.
  - Эми Макдональд, шотландская поэтесса и исполнительница.
- 26 августа
  - Райли Стил, американская порноактриса.
  - Ксения Сухинова, победительница конкурса Мисс Россия 2007, победительница международного конкурса Мисс Мира в 2008 году.

### Сентябрь
- 2 сентября — Скотт Моир, канадский фигурист, выступающий в танцах на льду: олимпийский чемпион в команде (2018 год), двукратный олимпийский чемпион в личном первенстве (2010 и 2018 годы), неоднократный чемпион мира и четырёх континентов.
- 4 сентября — Марина Линчук, белорусская топ-модель.
- 7 сентября — Эван Рэйчел Вуд, американская певица, актриса.
- 8 сентября — Wiz Khalifa, американский рэпер.
- 9 сентября
  - Николь Энистон, американская порноактриса.
  - Милан Станкович, сербский певец.
- 20 сентября — Карина Андоленко, российская актриса театра и кино
- 22 сентября — Том Фелтон, британский актёр и певец.
- 25 сентября — Николай Мюллер, немецкий футболист.
- 26 сентября — Чан Гын Сок, Южнокорейский актёр, певец, модель и режиссёр.
- 27 сентября — Ванесса Джеймс, американская, британская французская фигуристка-парница, чемпионка Европы.
- 28 сентября — Хилари Дафф, американская актриса и певица.

### Октябрь
- 8 октября
  - Ая Хирано, сэйю Харухи Судзумии.
  - Ксения Соло, латвийская актриса.
- 17 октября — Степан Рябченко, украинский художник, скульптор, архитектор.
- 18 октября — Зак Эфрон, американский актёр.
- 30 октября — Эшли Грэм, американская модель.

### Ноябрь
- 5 ноября
  - Павел Прилучный, российский актёр театра и кино.
  - Кевин Джонас, американский певец и киноактёр.
- 6 ноября — Ана Иванович, бывшая сербская профессиональная теннисистка.
- 22 ноября — Лянка Грыу, российская актриса театра и кино.
- 23 ноября — Ларс Никлас Бэкстрём, шведский хоккеист, нападающий клуба НХЛ «Вашингтон Кэпиталс».
- 26 ноября — Кэт Делуна, американская поп и R&B певица.

### Декабрь
- 10 декабря — Гонсало Херардо Игуаин, аргентинский футболист.
- 11 декабря — Вера Красова, российская фотомодель, телеведущая и журналист канала «Россия-24», финалистка конкурса «Третья вице-мисс Вселенная 2008».
- 14 декабря — Алетта Оушен, венгерская порноактриса.
- 19 декабря — Карим Бензема, французский футболист, нападающий испанского клуба «Реал Мадрид» и сборной Франции.

## Скончались
- 13 января — Анатолий Эфрос, советский режиссёр.
- 18 января — Ренато Гуттузо, итальянский художник.
- 8 февраля — Папуша, цыганская поэтесса из Польши.
- 14 февраля — Дмитрий Кабалевский, советский композитор.
- 20 февраля — Лев Русов, советский живописец (род. 1926).
- 21 февраля — Пётр Григоренко, советский диссидент.
- 22 февраля — Энди Уорхол, американский художник.
- 15 марта — Виктор Орешников, советский живописец и педагог (род. 1904).
- 25 марта — Иван Иванов-Вано, советский художник-мультипликатор.
- 4 апреля — Кэтрин Мур, американская писательница жанра фэнтези, супруга и соавтор Генри Каттнера.
- 3 мая — Далида, французская певица и актриса.
- 5 мая — Александр Шмидт, советский живописец (род. 1911).
- 14 мая — Рита Хейворт, американская актриса.
- 19 мая — Джеймс Типтри мл., американская писательница.
- 2 июня — Андрес Сеговия, испанский гитарист.
- 20 июня — Леонид Харитонов, советский актёр.
- 22 июня — Фред Астер, американский актёр и танцор.
- 12 июня — Василий Смирнов, советский футболист и хоккеист.
- 7 июля — Юрий Подляский, советский живописец и график (род. 1923).
- 5 августа — Анатолий Папанов, советский актёр.
- 7 августа
  - Нобусукэ Киси, бывший премьер-министр Японии.
  - Татьяна Ливанова (Пискунова), советская актриса.
- 8 августа — Игорь Кривошеин, французский инженер, масон, русского происхождения.
- 16 августа — Андрей Миронов, советский актёр.
- 17 августа — Рудольф Гесс, нацистский преступник.
- 26 августа — Георг Виттиг, немецкий химик-органик.
- 3 сентября — Виктор Некрасов, русский, советский писатель.
- 17 сентября — Владимир Басов, советский актёр и режиссёр.
- 18 сентября — Америку Томаш, бывший президент Португалии.
- 30 сентября — Альфред Бестер, американский журналист, редактор и писатель-фантаст.
- 12 октября — Фахри Корутюрк, бывший президент Турции.
- 19 октября — Александр Серый, советский кинорежиссёр.
- 20 октября — Андрей Колмогоров, советский математик.
- 2 ноября — Галина Яхонтова, советский живописец и театральный художник (род. 1917).
- 8 ноября — Евгения Ханаева, советская актриса.
- 18 ноября — Михаил Фомичёв, советский военачальник.
- 2 декабря — Яков Зельдович, советский физик.
- 10 декабря — Яша Хейфец, американский скрипач.
- 17 декабря
  - Аркадий Райкин, советский актёр, юморист.
  - Иван Савенко, советский живописец, заслуженный художник РСФСР.
- 29 декабря — Янина Жеймо, советская киноактриса.
- 31 декабря — Пётр Кипарисов, советский живописец и педагог (род. 1928).

## Персоны года
Человек года по версии журнала Time — Михаил Горбачёв, Генеральный секретарь ЦК КПСС.

## Нобелевские премии
- Физика — Георг Беднорц и Карл Александр Мюллер — «За важный прорыв в физике, выразившийся в открытии сверхпроводимости в керамических материалах».
- Химия — Доналд Джеймс Крам, Жан Мари Лен и Чарлз Педерсен — «За разработку и применение молекул со структурно-специфическими взаимодействиями высокой избирательности».
- Медицина и физиология — Судзуми Тонегава — «За открытие генетического принципа для генерации разновидности антител».
- Экономика — Роберт Солоу — «За вклад в теорию экономического роста».
- Литература — Иосиф Александрович Бродский — «За всеобъемлющее творчество, пропитанное ясностью мысли и страстностью поэзии».
- Премия мира — Оскар Ариас Санчес — «Как инициатор мирных переговоров в Центральной Америке».